# Das Wunder (1985)
Das Wunder ist ein deutscher Film aus dem Jahr 1985 von Eckhart Schmidt.

## Handlung
Die blinde Raphaela lebt mit ihren reichen Eltern. Die sehen die Blindheit ihrer Tochter als Strafe der Natur. Sie verbieten ihr den Umgang mit neuen Freunden. Die Mutter gibt der Tochter die Schuld, dass ihre Ehe gescheitert ist, weil sie blind ist. Der Vater beginnt eine Affäre mit seiner Sekretärin Sandra. Doch Raphaela wird von dem Hausmädchen Maria ermutigt, zu beten. Raphaela kann am Ende mit Gottesglauben wieder sehen. Sie schafft es, dass die Erde sich auftut und sie wieder sehen kann.

## Kritiken
„Eine blinde Tochter aus reichem, aber innerlich zerrüttetem Haus wird nach zahlreichen vergeblichen medizinischen Versuchen durch ein Wunder wieder sehend. Der Film bedient sich auf naive und völlig unreflektierte Weise religiöser Motive und bewegt sich auch inszenatorisch auf kläglichem Niveau.“

„Die Geschichte vom wundersam geheilten Mädchen könnte so ähnlich vermutlich auch irgendwo in der Bibel stehen. Aber Schmidt inszeniert sie als eine Mischung zwischen Seifenopfer, Musikvideo und Bravo-Fotolovestory.“